# Asplenium woodwardioideum
Asplenium woodwardioideum là một loài dương xỉ trong họ Aspleniaceae. Loài này được Gardner mô tả khoa học đầu tiên năm 1842.
Danh pháp khoa học của loài này chưa được làm sáng tỏ. 